# Cayetano Jacobe
Cayetano Jacobe (Lumban, 7 augustus 1876 – 17 juni 1940) was een Filipijns vioolspeler, componist en dirigent.

## Biografie
Cayetano Jacobe werd geboren op 7 augustus 1876 in Lumban in de Filipijnse provincie Laguna. Zijn ouders waren Juan Jacobe en Cecilia Dimaranan. Zijn eerste muzikale training kreeg hij als koorknaap van de lokale katholieke kerk. Ook leerde hij zichzelf vioolspelen op een viool die hij van zijn vader kreeg. Op 8-jarige leeftijd werd hij door zijn ouders naar Manilla gestuurd, waar hij vioolles van zijn oom Ubaldo Jacobe, leider van een Spaanse militaire band, kreeg. Ook kreeg hij onderwijs van de Italiaanse professor Ciro Cavalieri in componeren en dirigeren. Ook kwam hij onder leiding van Maestro Velasquez in aanraking met opera en concertmuziek. 
Jacobe trad in zijn jonge jaren veelvuldig op zijn ouders financieel te ondersteunen. Hij sloot zich aan bij het orkest van Pedro Guet, een van de meest populaire muziekgroepen van Manilla in die tijd. Gedurende de Filipijns-Amerikaanse Oorlog werd Jacobe gearresteerd wegens verdenking van banden met de opstandelingen en vastgezet. In de periode van zijn gevangenschap in Fort Santiago trad hij ook op als violist. Een optreden op 2 februari 1901 voor een grotendeels Amerikaans publiek in Teatro Filipino leverde hem veel positieve kritieken op. Later trad hij op 11 december 1903 in het Zorrilla Theater nog op tijdens een concert ter ere van de Amerikaanse gouverneur-generaal van de Filipijnen William Howard Taft. In februari van het jaar er na werd Jacobe aangesteld als viooldocent aan het Centro Artistico in Manilla.
In 1909 stopte Jacobe als viooldocent aan het Centro Artistico  en sloot Jacobe zich aan bij de Philippine Constabulary Band. Samen met deze band trad hij op in Amerikaanse steden als San Francisco, Philadelphia, Atlantic City en Seattle tot hij ergens in 1915 stopte met deze band. Vanaf 1916 tot 1931 was Jacobe werkzaam voor het nieuwe Conservatory of Music van de University of the Philippines (UP). Later sloot hij zich aan bij het Philharmonic Orchestra van UP en bij het Manila Symphony Orchestra. Verder gaf Jacobe vioollessen aan het Centro de Bellas Artes, het Centro de Artistas de Manila, Colegio de San Juan de Letran, San Beda College en De La Salle University. 
Jacobe componeerde ook muziekstukken. Bekende werken van zijn hand zijn Mabuhay ang Filipinas, Ang tatlong Maria, Polka de Concierto en Song of the Beggar. Daarnaast was hij gedurende zijn carrière dirigent van diverse muziekgroepen en orkesten.
Naast zijn muzikale carrière was Jacobe ook twee termijnen burgemeester van zijn woonplaats Lumban. In 1931 werd hij gekozen voor een eerste termijn. In juni 1934 werd hij herkozen. Zijn termijn eindigde op 31 december 1937.
Jacobe overleed in 1940 op 63-jarige leeftijd. Hij was getrouwd met Ana Protacio. Samen kregen ze vijf kinderen, die allen op jonge leeftijd stierven. Nadien hertrouwde hij nog een keer.